# Campeonato Mundial de Atletismo em Pista Coberta de 2022 - Salto triplo feminino
A prova do salto triplo feminino do Campeonato Mundial de Atletismo em Pista Coberta de 2022 ocorreu no dia  20 de março na Belgrade Arena, em Belgrado, na Sérvia.

## Recordes
Antes desta competição, os recordes mundiais e do campeonato nesta prova eram os seguintes:
|                       | Nome             | Nacionalidade | Distância | Local     | Data               |
| --------------------- | ---------------- | ------------- | --------- | --------- | ------------------ |
| Recorde mundial       | Tatyana Lebedeva | Rússia        | 15ms 36cm | Budapeste | 6 de março de 2004 |
| Recorde do campeonato | Tatyana Lebedeva | Rússia        | 15ms 36cm | Budapeste | 6 de março de 2004 |

Os seguintes recordes foram estabelecidos durante esta competição:
| Data        | Evento | Atleta        | Nacionalidade | Distância | Notas |
| ----------- | ------ | ------------- | ------------- | --------- | ----- |
| 20 de março | Final  | Yulimar Rojas | Venezuela     | 15m 74cm  | ,     |

## Medalhistas
| Ouro                | Prata                       | Bronze                  |
| Yulimar Rojas (VEN) | Maryna Bekh-Romanchuk (UKR) | Kimberly Williams (JAM) |

## Cronograma
Todos os horários são locais (UTC+1).
| Data        | Hora  | Evento |
| ----------- | ----- | ------ |
| 20 de março | 11:00 | Final  |

## Resultado final
A final ocorreu dia 20 de Março às 11:00.
| Posição           | Atleta                | Nacionalidade  | #1    | #2    | #3    | #4    | #5    | #6    | Resultados | Notas                |
| ----------------- | --------------------- | -------------- | ----- | ----- | ----- | ----- | ----- | ----- | ---------- | -------------------- |
| Medalha de ouro   | Yulimar Rojas         | Venezuela      | 15.19 | x     | 15.04 | x     | 15.36 | 15.74 | 15.74      | ,                    |
| Medalha de prata  | Maryna Bekh-Romanchuk | Ucrânia        | 14.28 | 14.07 | x     | x     | x     | 14.74 | 14.74      | Recorde pessoal      |
| Medalha de bronze | Kimberly Williams     | Jamaica        | 14.59 | x     | 14.40 | 13.79 | x     | 14.62 | 14.62      | Recorde da temporada |
| 4                 | Thea LaFond           | Dominica       | 14.53 | x     | 13.81 | 13.84 | 14.43 | x     | 14.53      |                      |
| 5                 | Liadagmis Povea       | Cuba           | 14.16 | 14.37 | 14.22 | 14.43 | 14.45 | 14.15 | 14.45      | Recorde da temporada |
| 6                 | Patrícia Mamona       | Portugal       | 14.27 | 14.24 | 14.42 | x     | x     | 14.42 | 14.42      | Recorde da temporada |
| 7                 | Keturah Orji          | Estados Unidos | 14.25 | 14.35 | 14.39 | 14.19 | 14.42 | 14.36 | 14.42      | Recorde da temporada |
| 8                 | Ana Peleteiro         | Espanha        | 14.30 | 14.08 | x     | 14.25 | x     | 13.60 | 14.30      | Recorde da temporada |
| 9                 | Kristiina Mäkelä      | Finlândia      | x     | x     | 14.14 |       |       |       | 14.14      | Recorde da temporada |
| 10                | Neja Filipič          | Eslovênia      | 14.13 | x     | 13.83 |       |       |       | 14.13      | Recorde da temporada |
| 11                | Leyanis Pérez         | Cuba           | 13.76 | x     | 13.99 |       |       |       | 13.99      |                      |
| 12                | Neele Eckhardt-Noack  | Alemanha       | x     | 12.40 | 13.96 |       |       |       | 13.96      |                      |
| 13                | Tori Franklin         | Estados Unidos | 13.89 | 13.63 | 13.71 |       |       |       | 13.89      |                      |
| 14                | Hanna Minenko         | Israel         | x     | 13.83 | x     |       |       |       | 13.83      |                      |
| 15                | Dariya Derkach        | Itália         | 13.67 | x     | 13.61 |       |       |       | 13.67      |                      |
| 16                | Jovana Ilić           | Sérvia         | 13.09 | 13.36 | 13.00 |       |       |       | 13.36      |                      |

Legenda
| Recorde mundial       | Recorde mundial (World record)               |                       | Recorde africano                      | Recorde africano (African) |                                           | Q | Classificado por posição (Qualified) |
| Recorde do campeonato | Recorde do campeonato (Championship record)  | Recorde da América    | Recorde da América (Americas)         | q                          | Classificado por melhor tempo (Qualified) |   |                                      |
| Melhor marca do ano   | Melhor marca do ano (World leading)          | Recorde asiático      | Recorde asiático (Asian)              | DNS                        | Não largou (Did not start)                |   |                                      |
| Recorde nacional      | Recorde nacional (National record)           | Recorde europeu       | Recorde europeu (European)            | DNF                        | Não terminou (Did not finish)             |   |                                      |
| Recorde pessoal       | Recorde pessoal do atleta (Personal best)    | Recorde da Oceania    | Recorde da Oceania (Oceania)          | DSQ / DQ                   | Desclassificado (Disqualified)            |   |                                      |
| Recorde da temporada  | Recorde da temporada do atleta (Season best) | Recorde sul-americano | Recorde sul-americano (South America) | NM                         | Sem marca (No mark)                       |   |                                      |